# تکثرگرایی (فلسفه)
تکثرگرایی فلسفی از نظر تاریخی به نوعی اندیشه مابعدالطبیعی گفته می‌شود. براساس این طرز تفکر که در مقابل یگانه‌انگاری (مونیسم) است، واقعیت را نمی‌توان تک عنصری و مبتنی بر یک جوهر (جوهر فرد) دانست. عناصر اصلی تشکیل دهنده حقیقت هستی دو یا چند عنصره می‌باشند. در تاریخ فلسفه به نحله‌ها و مکاتب متفاوتی برمی‌خوریم که سیستم مابعدالطبیعی خود را براساس این طرز تفکر بنا نهاده‌اند.